# Eimi Kuroda
Eimi Kuroda (黒田 エイミ, Kuroda Eimi, nascido em 14 de maio de 1988) é uma manequim japonesa da prefeitura de Saitama. Ela é dirigida por Asiacross.

## Biografia

### Vida pessoal
O pai de Kuroda é japonês e sua mãe é inglesa. Seus hobbies são ouvir música e ler.

## Carreira
Kuroda apareceu em várias revistas de moda e comerciais no Japão.

### Revistas
- GLAMOROUS
- CLASSY
- GINGER
- sweet
- Spring
- In Red
- Shel'tter
- OTONA Look!s
- VOCE
- MAQUIA
- MISS

### Comercial de televisão
- Moussy
- Adidas (China)

### Livros de fotos
- Gekkan Kuroda Eimi (14 de maio de 2010, Shinchosha Publishing Co., Ltd, Fotografado por Hajime Sawatari) ISBN 978-4107902177